# Copestylum abrupta
Copestylum abrupta är en tvåvingeart som först beskrevs av Charles Howard Curran 1925.  Copestylum abrupta ingår i släktet Copestylum och familjen blomflugor. Inga underarter finns listade i Catalogue of Life.